# Ichoria
Ichoria is een geslacht van vlinders van de familie spinneruilen (Erebidae), uit de onderfamilie Arctiinae.

## Soorten
- I. chalcomedusa Druce, 1893
- I. chrostosomides Schaus, 1905
- I. demona Druce, 1897
- I. improcera Draudt, 1915
- I. maura Draudt, 1915
- I. mexicana Draudt, 1931
- I. multigutta Schaus, 1884
- I. pyrrhonota Zerny, 1931
- I. quadrigutta Walker, 1854
- I. semiopaca Dognin, 1906
- I. thyrassia Zerny, 1931
- I. tricincta Herrich-Schäffer, 1855
- I. virescens Dognin, 1914